# Mairos
Mairos es una freguesia portuguesa del concelho de Chaves, en el distrito de Vila Real, con 12,27 km² de superficie y 344 habitantes (2011). Su densidad de población es de 28 hab/km².
Freguesia acusadamente rural, de economía agropecuaria, Mairos se sitúa en la zona septentrional del concelho, a 17 km de su capital, y limita al norte con España. Hasta su extinción en 1853, perteneció al antiguo concelho de Monforte de Rio Livre. En su patrimonio histórico-artístico destacan la iglesia matriz, la capilla de Carcavelha y tres cruceros. Existen también importantes restos prehistóricos o protohistóricos: los abrigos de arte rupestre de la fraga de Moeda, Tripe y Outeiro do Salto (los tres en la zona occidental de la freguesia y próximos entre sí) y los castros de Soutilha y de Troia (o Muro), el primero datado entre el Neolítico y la Edad del Cobre, y el segundo entre la Edad del Bronce y el siglo I. 